# Geoffrey Marcy
Geoffrey W. Marcy (St. Clair Shores, 29 settembre 1954) è un astronomo statunitense.
È famoso per essere attualmente il più prolifico scopritore di pianeti extrasolari; in particolare 70 dei primi 100, in collaborazione con R. Paul Butler e Debra Fischer. Marcy ha anche confermato la scoperta di Michel Mayor e Didier Queloz del primo pianeta extrasolare mai scoperto, 51 Pegasi b.
Altri traguardi includono la scoperta del primo sistema planetario multiplo attorno ad una stella simile alla nostra (Upsilon Andromedae), il primo transito di un pianeta davanti ad un'altra stella (HD 209458 b), il primo pianeta extrasolare orbitante a meno di 5 UA (55 Cancri d), e i primi pianeti di diametro comparabile a quello di Nettuno (Gliese 436 b e 55 Cancri e).
Marcy e Michel Mayor hanno ricevuto nel 2005 il Premio Shaw in astronomia (pari ad 1 milione di dollari) per le loro scoperte.

## Carriera
Ha ricevuto il Bachelor of Arts in fisica ed astronomia all'UCLA e laureato Summa Cum Laude nel 1976. In seguito è andato all'Università della California di Santa Cruz per un PhD in astrofisica, che ha ricevuto nel 1982.
Ha insegnato al Carnegie Institution of Washington dal 1982 to 1984, quindi come professore associato di fisica e astronomia dal 1984 al 1996, e come Distinguished University Professor dal 1997 al 1999, anche alla San Francisco State University. Il 28 ottobre del 2006 ha ricevuto un dottorato onorario in scienza dall'Università del Delaware. È stato professore aggiunto alla San Francisco State University e professore di astronomia all'Università di Berkeley ma a causa di uno scandalo per molestie sessuale ha perso ambedue le posizioni.